# Irina Bokova
Irina Georgieva Bokova (Bulgaars: Ирина Георгиева Бокова) (Sofia, 12 juli 1952) is een Bulgaarse politica en voormalig directeur-generaal van de UNESCO.

## Biografie
Bokova studeerde in aan het Instituut voor Internationale Betrekkingen van Moskou en aan de Universiteit van Maryland. Na haar studie bekleedde ze verschillende functies op het ministerie van Buitenlandse Zaken. In het kabinet Videnov was ze minister van Buitenlandse Zaken. Tevens was zij ambassadeur in Frankrijk en Monaco.
Van 2005 tot 2009 was ze Bulgaars ambassadeur bij de UNESCO. In oktober 2009 werd Bokova verkozen tot directeur-generaal van deze organisatie. Zij volgde Koïchiro Matsuura op. In de verkiezingen versloeg ze de Oostenrijkse Benita Ferrero-Waldner, de Ecuadoraanse diplomaat Ivonne Baki en, in de tweede ronde, de Egyptische minister van Cultuur Farouk Hosni. Deze gedoodverfde kandidaat kwam onder vuur te liggen omdat hij ooit had gedreigd Israëlische boeken te zullen verbranden.
In november 2013, tijdens UNESCO's Algemene Vergadering (37e sessie) werd Irina Bokova herkozen voor een tweede mandaat van 4 jaar als directeur generaal. Ze werd herkozen met 160 stemmen voor, 14 tegen, en één onthouding. In 2017 werd ze opgevolgd door Audrey Azoulay uit Frankrijk.
- Bibliothèque nationale de France: cb165008242 (data)
- Gemeinsame Normdatei: 1138941298
- International Standard Name Identifier: 0000 0001 1896 691X
- Library of Congress Control Number: n2002105527
- Nationale Bibliotheek van Tsjechië: pna2013748193
- Nationale Bibliotheek van Israël: 987007520628105171
- Nationale Bibliotheek van Polen: a0000003024330
- Nederlandse Thesaurus van Auteursnamen: 392862425
- Système universitaire de documentation: 155263269
- Virtual International Authority File: 170064277
- WorldCat: E39PBJxMqKV7bD7WwqQqDwc9Dq